# What Happened to Jones (film fra 1920)
What Happened to Jones er en amerikansk stumfilm fra 1920 af James Cruze.

## Medvirkende
- Bryant Washburn som Jimmie Jones
- Margaret Loomis som Cissy Smith
- J. Maurice Foster som Bobbie Brown
- Frank Jonasson som Anthony Goodley
- Lillian Leighton som Matilda Brown
- Caroline Rankin som Alvina Smith
- Richard Cummings som Green